# 行都指挥使司
行都指挥使司，简称行都司，是明朝设立在军务繁多、地处冲要的军事指挥机关。
行都司制度同都指挥使司，每个都司设都指挥使一人（正二品）、都指挥同知二人（从二品）、都指挥佥事四人（正三品）。下设经历司经历、断事官断事等。一共设立五个行都司：陕西行都指挥使司（驻河州），山西行都指挥使司（驻大同），福建行都指挥使司（驻建宁），湖广行都指挥使司（驻郧阳），四川行都指挥使司（驻建昌）。洪武年间改北平都指挥使司为北平行都指挥使司，永乐初改为大宁都指挥使司。